# Parc national des oiseaux du Djoudj
Le parc national des oiseaux du Djoudj (PNOD) est situé à une soixantaine de kilomètres au nord de Saint-Louis du Sénégal. Paradis des oiseaux migrateurs, le parc est la troisième réserve ornithologique du monde[précision nécessaire].

## Histoire
Créé en 1971, agrandi en 1975, le parc a été classé en 1980 « zone humide d'importance internationale » par la convention de Ramsar, puis inscrit au patrimoine mondial de l'Unesco en 1981.

## Géographie
Le Djoudj est un site exceptionnel qui s'étend sur 16 000 hectares dans le delta du Sénégal. Cette cuvette est l'une des rares contrées vertes du Sahel.

## Diversité des espèces
Le nombre d'oiseaux migrateurs est estimé à quelque trois millions, répartis en 350 espèces, en particulier le flamant rose, le pélican blanc (Pelecanus onocrotalus), quatre espèces d'aigrettes, l'oie de Gambie et le héron cendré. Les canards sont nombreux (souchets, pilets, sarcelles, etc.). On peut aussi observer de grands cormorans, des martins-pêcheurs ou des balbuzards.
Varans et pythons se dissimulent parfois dans les herbes, ainsi que de petits crocodiles. En ce qui concerne les mammifères, il s'agit surtout de vaches, de singes rouges (patas) et de phacochères, mais hyènes, chats de Libye, servals et gazelles dorcas vivent aussi dans le parc.

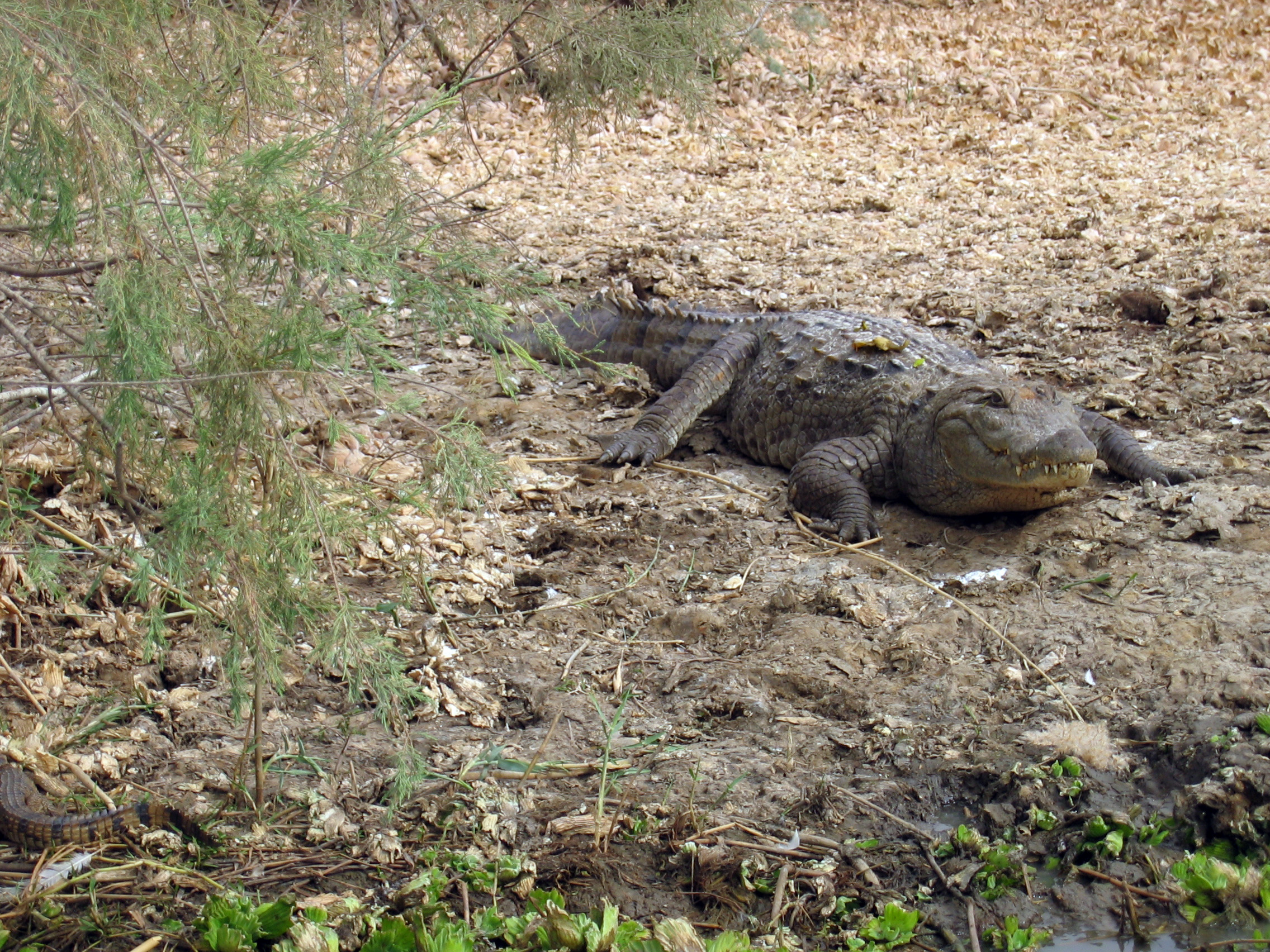
Un crocodile
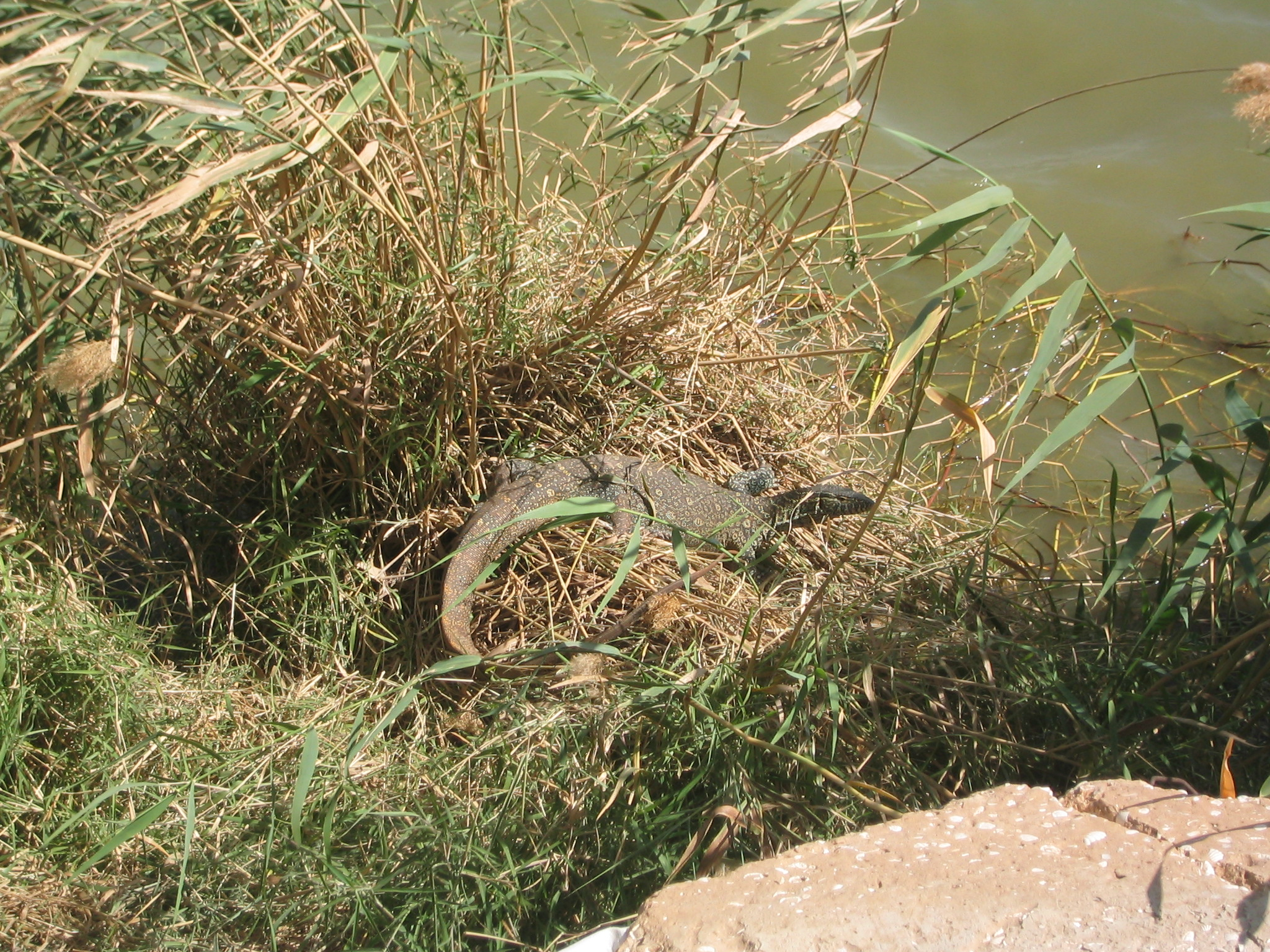
Un varan
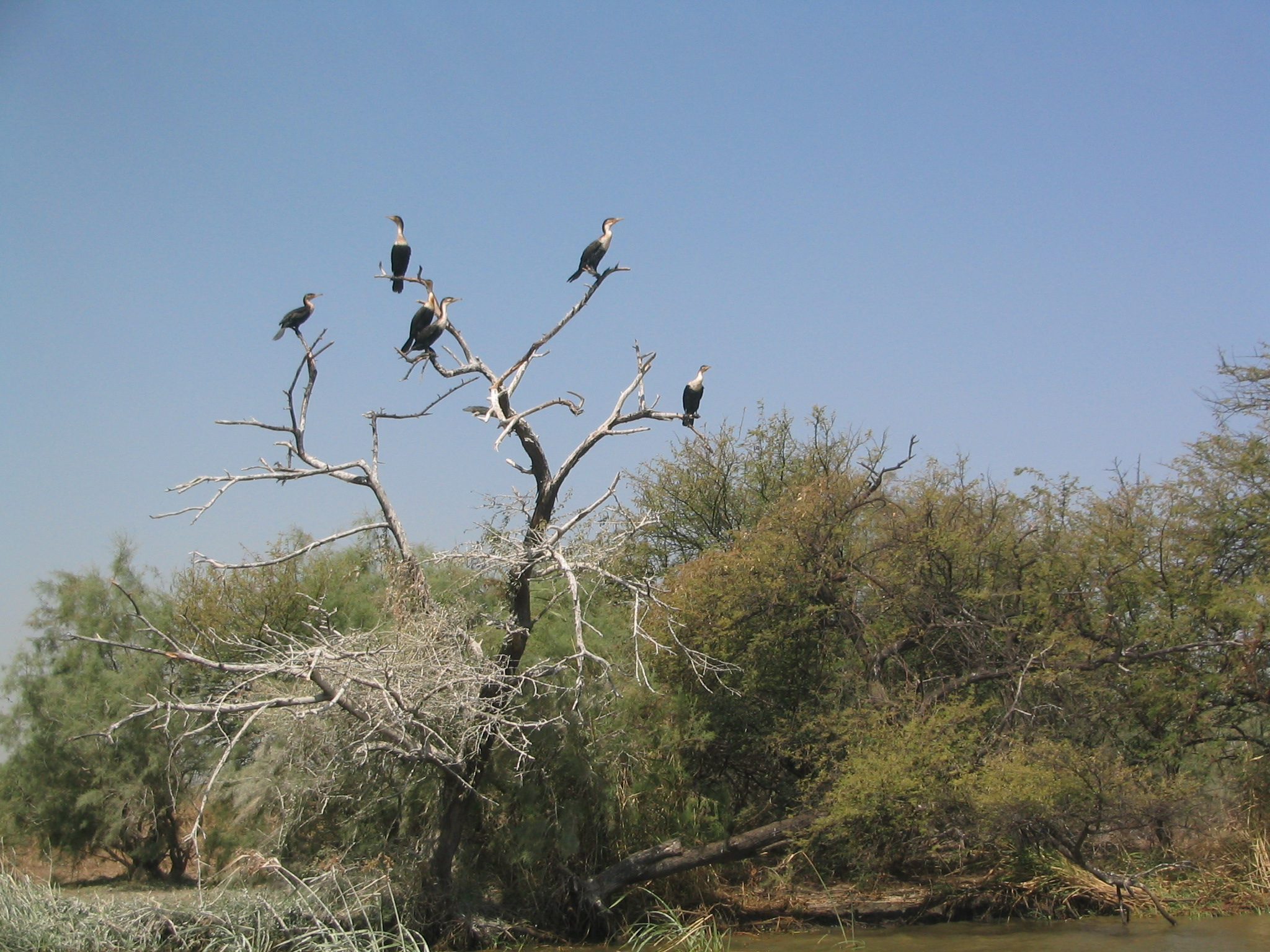
Cormorans
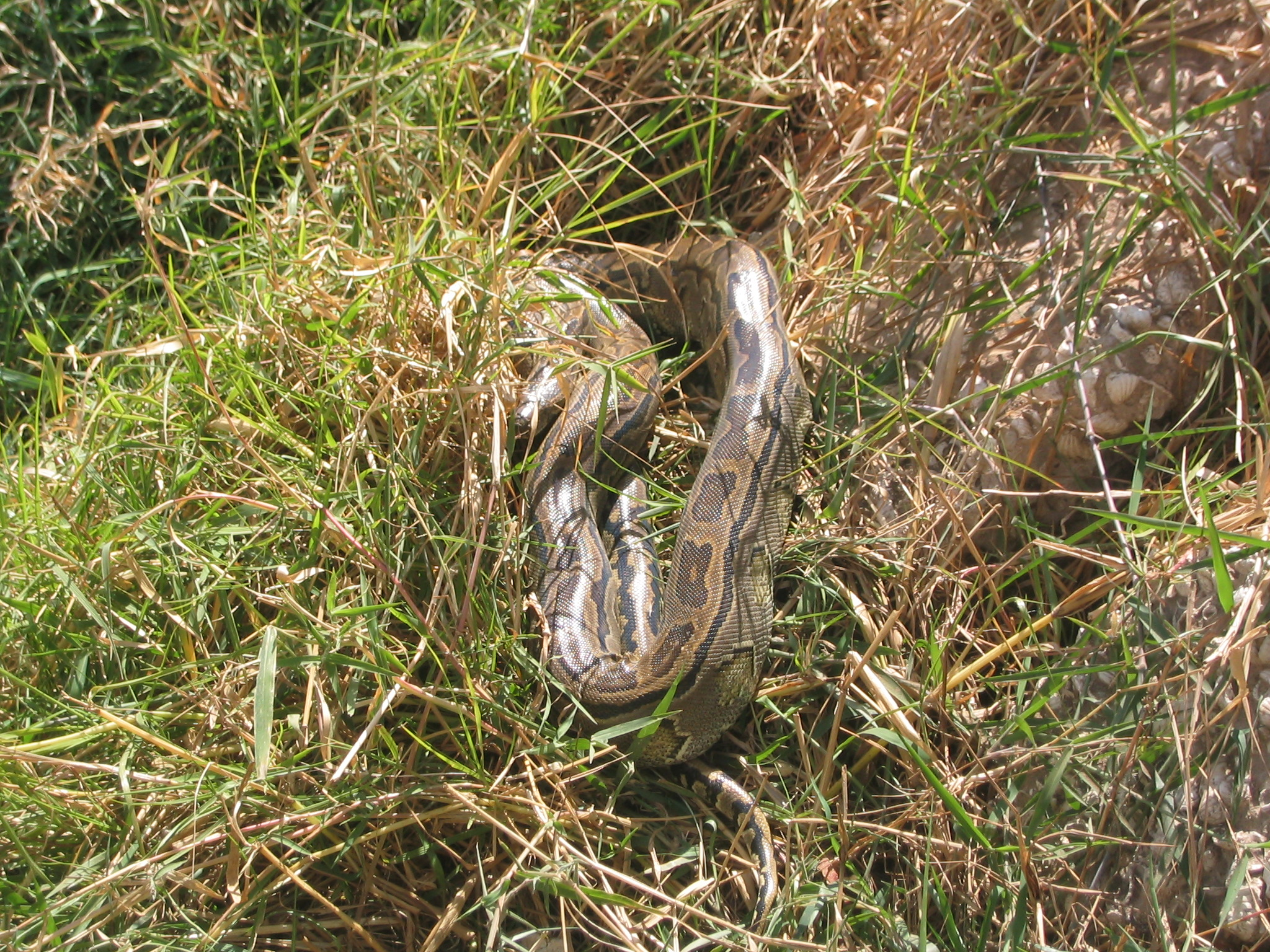
Un python

## Problématique environnementale

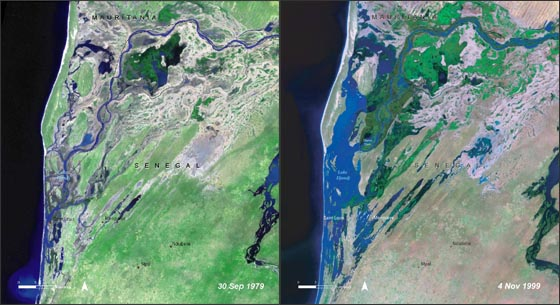
À gauche la sécheresse de septembre 1979, à droite les inondations de novembre 1999

Depuis la mise en service du barrage de Diama sur le fleuve Sénégal en 1988, les experts ont constaté une baisse de niveau de l'eau, une désalinisation et un ensablement du fleuve. Ces modifications constituent une menace pour la faune et la flore. On a vu en particulier proliférer typha australis, phragmites, laitue d'eau (Pistia stratiotes) ainsi que Salvinia molesta. Ci-contre à gauche, les photos satellite de la NASA, prises en 1979 et 1999, soit avant et après l'aménagement du barrage, mettent en évidence son impact significatif sur l'écosystème de la région.
En 2006, bien qu'aucun cas de grippe aviaire n'ait été signalé au Sénégal, un dispositif spécifique de surveillance a été mis en place.

## Visite du parc
Le parc est ouvert de début novembre à fin avril. La visite s'effectue généralement en pirogue.

### Filmographie
- Séquence tournée dans le Djoudj pour Le Peuple migrateur, un long métrage documentaire de Jacques Perrin (2001)